# ヨハネス・ヴィンクラー
ヨハネス・ヴィンクラー（Johannes Winkler、1897年5月29日 - 1947年12月27日）は、ドイツのロケットパイオニア。初のドイツロケット協会を設立し、1931年2月11日、ヨーロッパ初の液体燃料ロケットの打上げを行った。

## 来歴
第一次世界大戦中の1915年、彼はドイツ帝国陸軍に参加する。数年後戦闘中に負傷し、長期の入院生活を送ることになる。回復後ダンツィヒ技術大学で機械工として学び、ユンカースに就職。
1927年7月5日、マックス・ヴァリエ、ウィリー・レイと共に宇宙旅行協会（VfR）を設立し、初代会長に就任した。またVfRの出版するジャーナルの編集長も務めた。
1931年3月14日の午後4時45分、彼はデッサウ近郊の広場でHW-I（Hückel-Winkler I, ヒュッケル-ヴィンクラーI）を打ち上げた。彼の説明によると、予定では500mの高度まで上昇するはずだったが、途中で方向を変え、ロケットが水平に飛んで発射台から200mの位置に着陸したという。ロケットの最高高度は記録されなかった。このロケットは液体酸素と液体メタンを燃料としていた。
HW-Iの打上げから18ヶ月後の1932年10月6日、彼は招待していたケーニヒスベルク議会の役人を含めた観衆の中、公開実験としてHW-IIの打ち上げを行った。しかし燃料弁の不具合により点火から数秒のうちにロケットは爆発してしまった。
彼は他にも多くのロケットの設計を行い、またユンカースや政府の航空研究施設のためJATO装置の設計も行った。しかし、製図板はどれも現存していない。